# نحيلات الأرجل
نحيلات الأرجل (الاسم العلمي: Stenopodidea) هي مجموعة صغيرة من قشريات عشاريات الأرجل. وكثيرا ما يخلط بينها وبين الروبيان أو القريدس، ولكن تنتمي إلى مجموعة قريبة من عشاريات الأرجل، مثل الكركند وسرطان البحر. ويمكن التعرف عليه بسهولة من قبل أرجل المشي الثالثة، التي تكبير بشكل واضح. أما في الكركند وسرطان البحر، فأرجل المشي الأولى تبدو أكبر بكثير من غيرها. يوجد 71 نوعا معروفة حتى الآن مقسمة إلى 12 جنس. ويوجد نوعين احفورتين، كل منهما ينتمي إلى جنس منفصل.